# Пивовар Анатолій Васильович
Пивовар Анатолій Васильович (04.04.1958, с. Деріївка (Дереївка) Онуфріївський район, Кіровоградської обл. — 27 червня 2022, м. Кропивницький) — перший заступник керівника Головного управління апарату Верховної Ради України, кандидат економічних наук, український історик, автор багатьох монографій з історії та джерелознавства степової України.

## Життєпис
Пивовар Анатолій Васильович народився в 1958 році на Кіровоградщині, в селі Дереївка, що над Дніпром при впадінні Омельника. Саме в цей час тут велися розкопки знаменитого Дереївського могильника, що, як і частина рідного кутка села — Колодівки — вже понад 40 років покоються під водами штучного Дніпродзержинського моря. Після переїзду батьків (батько — Пивовар Василь Іванович, мати — Коваленко Олена Семенівна) другою батьківщиною стало село Червона Кам'янка, колишній районний центр Кіровоградської області, де пройшли роки дитинства, навчання у місцевій школі. Звідси починався шлях у самостійне життя.
Після служби в армії закінчив економічний факультет Київського державного університету ім. Т. Г. Шевченка, аспірантуру Інституту економіки АН УРСР, з 1987 року — кандидат економічних наук. Працював на наукових та керівних посадах в установах Академії наук України та її Президії, Міністерства праці України, у Вищій атестаційній комісії України, на Київському колективному заводі «Росинка». З 1996 року — в Апараті Верховної Ради України.
Загальний обсяг наукових праць складає близько 400 друкованих аркушів (в основному, роботи в галузі економіки та інформатики).
Член редакційної ради, автор багатьох статей наукового щорічного збірника «Інгульський Степ» (виходить з 2016 р.).

## Нагороди та відзнаки
Лауреат обласної краєзнавчої премії ім. Ястребова (Кіровоград), подяка Голови Верховної Ради України у 1998 році, подяка Голови Верховної Ради України із врученням цінного подарунка або грошової винагороди у 2001 році, Латунна пам'ятна медаль «Десять років Незалежності. Україна.1991-2001 рр.» у 2001 році, Заслужений економіст України у 2008 році, орден «За заслуги» ІІІ ступеня у 2013 році, Грамота Верховної Ради України у 2013 році, Цінний подарунок Голови Верховної Ради України у 2017 році.

## Пам'ять
У 2024 році на честь Пивовара в Олександрії назвали провулок.